# Amelia Domínguez
Amelia Domínguez Mendoza (Hidalgo, México, 21 de diciembre de 1955) es una escritora, periodista y promotora cultural. 

## Biografía
Nació en la Huasteca hidalguense, el 21 de diciembre de 1955. Cursó la licenciatura de Antropología social en la UAM-Iztapalapa. Desde 1992 reside y trabaja en Puebla.

## Trayectoria
Autora de los libros de cuentos: “Después de tanto silencio”, (edición de autor, México 1989) y “En la boca del incendio” (BUAP-Daga Editores, México 1999, reimpreso en 2005). Entre sus publicaciones como coautora de libros de cuentos se encuentran: “Tiene que haber olvido” (UNAM, México 1982) y “Al vino vino” (UNAM, México 1983).
Fue incluida en las antologías: “Por la literatura, mujeres y escritura en México” (UAP, México 1992), Narradores en Puebla (BUAP-Itaca-Síntesis, México 2003), “Insólitos y ufanos, Antología del cuento en Puebla 1990-2001” (BUAP-Secretaría de Cultura de Puebla, México 2003) y “Volver a los 17, cuentos de Lolitos” (Ediciones de Educación y Cultura, México 2010).
Ha publicado artículos sobre cultura y creación literaria, así como poesía, cuento y entrevista en las revistas: “Guchachi Reza” de Oaxaca, “Encuentro de Veracruz” de Xalapa, Veracruz, “Crítica” y “Graffilya”, editadas por la Universidad Autónoma de Puebla, “Aula Abierta” (UPN) e “Itaca”, de Puebla también, y en el suplemento  “La Jornada Semanal” del diario mexicano “La Jornada ”.
Laboró en el Instituto Nacional Indigenista, en Chiapas, en el Instituto Nacional para la Educación de Adultos (INEA), en el Estado de México, en el INEA en Veracruz, en el Gobierno del Estado de Oaxaca y en la Unidad Regional Oaxaca de Culturas Populares. Desde 1983 ejerce el periodismo cultural, colaborando en el semanario "Hora Cero",  "La Crónica" y los diarios "Política " y "El Mundo Veracruzano" de Xalapa, Veracruz, y en los diarios "El Liberal", de Coatzacoalcos, Veracruz. Desde 1992 es reportera y responsable de la sección cultural del periódico "Síntesis" que circula en Puebla, Tlaxcala e Hidalgo. 
Impulsó la obra de escritores y artistas plásticos locales a través del ciclo literario “Palabras al Vuelo” y el programa “De Paradero en Paradero, el Arte es tu Compañero” en el Instituto Municipal de Arte y Cultura de Puebla (IMACP), durante el periodo 2005-2008. 
En 1994 obtuvo el premio a la crítica teatral otorgado por la Secretaría de Estado de Cultura del Gobierno del Estado de Puebla. Fue becada del fondo Estatal para la Cultura y las Artes de Puebla-FONCA, 1997-1998, y del Fondo Estatal para la Cultura y las Artes del Estado de Hidalgo-FONCA en 2000-2001.